# Anton Haubenberger
Die Haubis GmbH, ehemalige Anton Haubenberger GmbH, auch bekannt unter dem Namen Haubis, ist ein familiengeführter Bäckereibetrieb im niederösterreichischen Petzenkirchen und zählt zu den größten Produzenten Österreichs im Bereich Backwaren. Geschäftsführer seit 2018 ist in 5. Generation Anton Haubenberger.

## Daten und Fakten
Das Unternehmen wurde im Jahr 1902 gegründet und 1974 in eine GmbH übergeführt. Derzeit werden rund 800 Mitarbeiter beschäftigt. Die Werksstandorte befinden sich in Petzenkirchen, Wieselburg und St. Valentin. Das Unternehmen verfügt über 16 eigene Bäckerfilialen in Petzenkirchen, Wieselburg, Ybbs/Donau, Melk, Linz, Leonding und Traun. Der Fuhrpark des Unternehmens umfasst 90 LKW.
Im Unternehmen werden täglich 80 Tonnen Mehl, 3,1 Tonnen Hefe, 1,4 Tonnen Salz und 36.500 Liter Wasser verarbeitet. Die durchschnittliche Tagesproduktion beträgt 1,2 Millionen Stück.
Die Back- und Konditoreiwaren werden traditionell handwerklich unter dem Namen Haubis hergestellt. Hauptgeschäftsbereich für Haubis ist heute der Lebensmitteleinzelhandel. Außerdem werden Gastronomiebetriebe in ganz Österreich sowie die Eigenfilialen im Raum Linz und im Mostviertel mit Backwaren beliefert. 31 % des Gesamtumsatzes werden mit Produkten in Bio-Qualität erwirtschaftet. Das verarbeitete Mehl im Betrieb kommt zu 100 % aus Österreich.
Die Haubis Filialen nennen sich Haubis Backstuben und Cafés. Haubis verfügt über 15 Backstuben und Cafés in Oberösterreich (Linz, Leonding, Traun), Niederösterreich (Petzenkirchen, Wieselburg, Ybbs, Melk).
Die Produktion ist zusätzlich auch als Schaubetrieb „Haubiversum - Die Brot-Erlebniswelt“ ausgerichtet. Im Jahr 2014 zählte man 48.000 Besucher.

## Geschichte
Der Grundstein für die Bäckerei wurde im Jahre 1902 gelegt. Damals wurde der Vierkanthof in der Wiener Straße in Petzenkirchen gemeinsam mit der Maria Theresianischen Konzession für das Gastwirts- und Bäckergewerbe von Anton und Katharina Haubenberger übernommen. Im Jahr 1930 erhielt das Unternehmen dann die gewerbebehördliche Bäckerkonzession für eine Backstube, eine Mehlkammer und ein Verkaufslokal. Zu dieser Zeit wurde das Unternehmen noch als Wirtshaus, Bäckerei und Landwirtschaft geführt. In den 1950er Jahren wurde bereits im sogenannten „Gai“ ausgeliefert. 1965 machte sich das Unternehmen Haubis mit dem Petzenkirchner Bauernbrot auch über die Gemeindegrenzen hinaus einen Namen. Durch die steigende Anzahl an Supermärkten stieg auch die Nachfrage an Brot- und Gebäcklieferanten. Aufgrund dessen wurde bei Haubis die erste Semmelmaschine angeschafft.
Der Enkel des Firmengründers, ebenfalls Anton Haubenberger mit Namen, überführte 1974 den Betrieb in eine GmbH. 1987 begann die Anton Haubenberger GmbH mit der Produktion von vorgegarten, tiefgekühlten Teiglingen, entwickelt vom Urenkel des Firmengründers. Das Patent auf die Herstellung der vorgegarten, tiefgekühlten Kaisersemmel wurde 1996 angemeldet.
In den darauffolgenden Jahren wuchs das Unternehmen kontinuierlich weiter und das Betriebsgelände in Petzenkirchen musste laufend erweitert werden. 2007 wurde ein Umsatz von 45,5 Mio. Euro mit 450 Mitarbeitern erwirtschaftet.
Im Jahr 2008 wurde die Brot-Erlebniswelt Haubiversum eröffnet. Das Ausflugsziel gibt Einblicke in das Bäckerhandwerk direkt in der Produktionsstätte des Unternehmens. Das Ausflugsziel zählt 60.000 Besucher und eine Frequenz von über 250.000 Personen pro Jahr.
2011 wurde die Landbäckerei Neubacher in Wieselburg übernommen. 2014 präsentierte Haubis seinen neuen Markenauftritt. Im Zuge dessen wurde auch das Logo überarbeitet.
Im Jahr 2019 führte Haubis die Haubis App ein, mit der Produkte online vorbestellt werden können und im Café am Tisch online bestellt werden kann. Auch die Unternehmenswebsite erhielt einen Relaunch.